# Xinshi (Tainan)
Xinshi (chinesisch 新市區, Pinyin Xīnshì Qū, Tongyong Pinyin Sinshìh Cyu, W.-G. Hsin1-shih4 Ch'ü1, Pe̍h-ōe-jī Sin-chhī-khu) ist ein Bezirk der regierungsunmittelbaren Stadt Tainan im Südwesten der Republik China auf Taiwan. Der Bezirk selbst verwendet die Umschrift Sinshih (Tongyong Pinyin).

## Lage und Beschreibung
Xinshi liegt relativ zentral im Stadtgebiet von Tainan und hat ungefähr die Form eines liegenden Rechtecks mit den Seitenlängen 5 × 15 km. Die Nachbarbezirke sind (im Uhrzeigersinn): Anding, Shanhua, Shanshang, Xinhua, Yongkang und Annan (letzteres nur über einen sehr kurzen Abschnitt). Xinshi liegt in der Jianan-Ebene, einer ausgedehnten, intensiv landwirtschaftlich genutzten Schwemmebene im Südwesten Taiwans. Die Topografie ist dementsprechend flach ohne größere Erhebungen.

## Geschichte
Nach Übernahme der Insel Taiwan durch die Republik China im Jahr 1945 entstand Xinshi in Form einer Landgemeinde im neu gebildeten Landkreis Tainan. Im Juli 1946 wurden die Dörfer Tanding und Dashe, die zuvor zur Nachbargemeinde Shanshang gehört hatten, an Xinshi angegliedert. Am 25. Dezember 2010 wurde der Landkreis Tainan vollständig in die Stadt Tainan eingemeindet. Die bisherigen Landkreisgemeinden erhielten den Status von Stadtbezirken (區,  Qū).

## Bevölkerung
Mit einer Bevölkerungszahl von etwa 37.000 (2019) zählt Xinshi zu den Stadtbezirken mit mittlerer Einwohnerzahl. Im Gegensatz zu vielen anderen ländlich geprägten Gemeinden oder Stadtbezirken Taiwans nahm die Bevölkerung von Xinshi in den letzten Jahrzehnten (seit 1980) nicht ab, sondern zu. Der Grund hierfür liegt in der nahen Lage zur Kernstadt Tainans und in dem Umstand, dass sich in den vorangegangenen Jahren einige Industrien und der Südtaiwan-Wissenschaftspark hier angesiedelt haben, die Arbeitsplätze bieten.
Der Anteil der Angehörigen indigener Völker in Xinshi ist sehr gering (unter 0,5 %).
| Gliederung Xinshis |
|                    |

## Verwaltungsgliederung
Xinshi ist in 11 Ortsteile (里,  Lǐ) gegliedert.
1. Xinshi (新市里)

2. Xinhe (新和里)

3. Yongjiu (永就里)

4. Shenei (社內里)

5. Dazhou (大洲里)

6. Fenghua (豐華里)

7. Sanshe (三舍里)

8. Daying (大營里)

9. Gangqi (港墘里)

10. Dashe (大社里)

11. Tanding (潭頂里)

## Verkehr

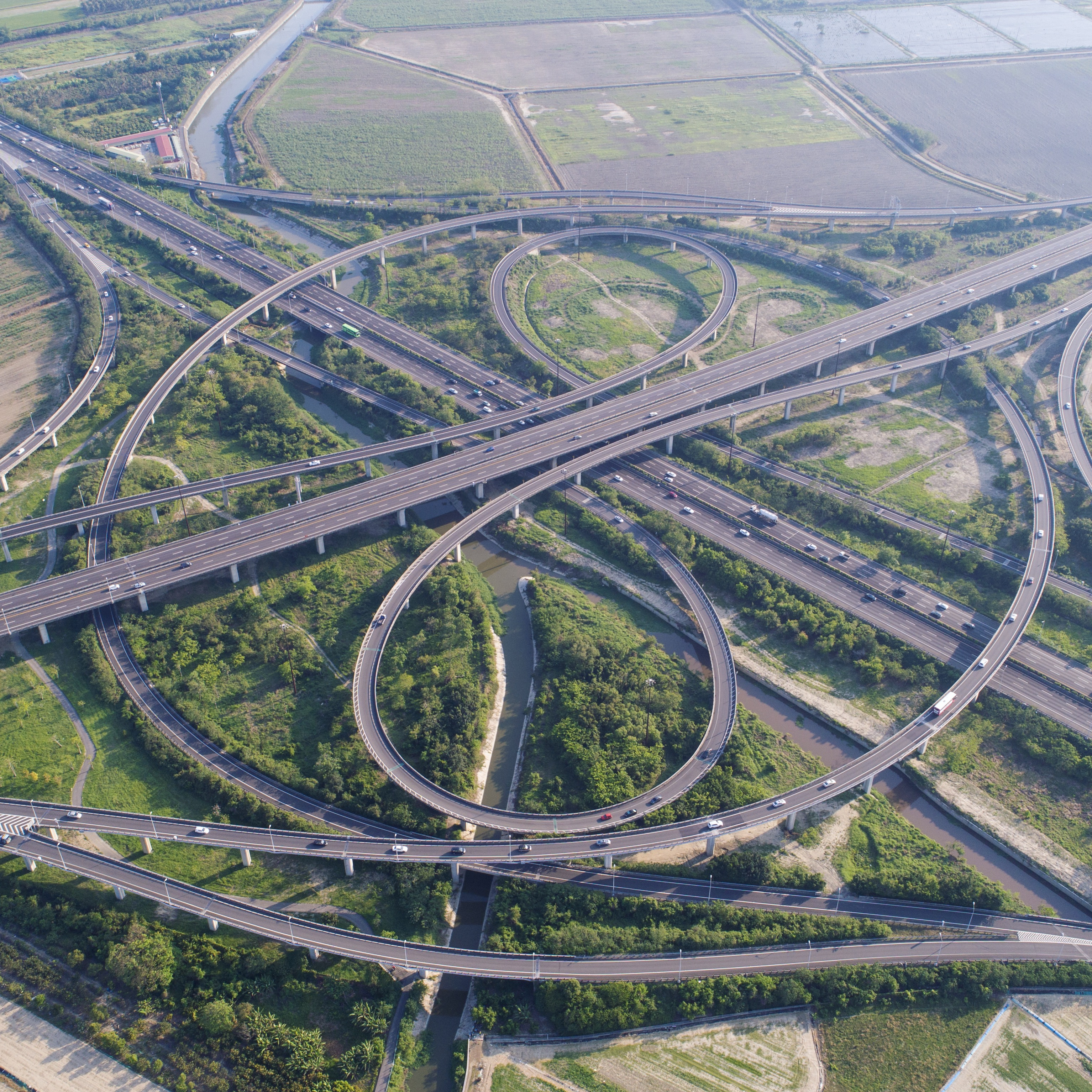
Autobahnkreuzung der Nationalstraßen 1 und 8 in Xinshi

Verkehrsmäßig ist Xinshi intensiv erschlossen. Am West- bzw. Ostrand des Bezirks verlaufen in Nord-Süd-Richtung die Autobahnen Nationalstraße 1 und Nationalstraße 3. Beide werden von der in West-Ost-Richtung verlaufenden Nationalstraße 8 gekreuzt. An größeren Straßen verlaufen zusätzlich noch die Provinzstraßen 19A (19甲) in Nord-Süd-Richtung und die Provinzstraße 1 (von Nordosten nach Südwesten) durch Xinshi. 
Durch Xinshi zieht außerdem die Längslinie der Taiwanischen Eisenbahn mit den beiden Haltebahnhöfen Nanke (南科車站) und Xinshi (新市車站). In schnurgerader Nord-Süd-Richtung wird Xinshi auch durch die taiwanische Hochgeschwindigkeitsbahn Taiwan High Speed Rail, die hier allerdings keinen Halt hat, durchquert.

## Wirtschaft
Als landwirtschaftliche Spezialität von Xinshi gelten „weiße Javaäpfel“ (白蓮霧,  Báilián wù, engl. white wax apple), d. h. eine Javaapfel-Varietät nicht mit der üblichen roten, sondern einer grünlich-weißen Schale, die auch einen anderen Geschmack aufweist. Die Stadtbezirksverwaltung ist bestrebt, dieses Obst als lokale Spezialität zu vermarkten und dessen Anbau zu fördern. Weitere Produkte der Landwirtschaft sind Tomaten, Ananas (Ernte März bis Mai: „Goldene Diamantananas“ 金鑽鳳梨; April bis Juli: „süße Honigananas“ 甜蜜蜜鳳梨), Wassermelonen, Große Klette (牛蒡,  Niúbàng, ein Gemüse) und Edamame (unreif geerntete Sojabohnen).
In neuerer Zeit werden vielversprechende Kulturversuche mit Kaffee (新市平地咖啡 – „Xinshi-Pingdi-Kaffee“) und Tee (白蓮霧茶,  Bái Liánwù Chá – „Weißer-Javaapfel-Tee“) unternommen.
In Xinshi befindet sich ein Standort des Tainan-Wissenschaftsparks, eines Teils des Südtaiwan-Wissenschaftsparks.

## Besonderheiten und touristische Ziele
In Xinshi gibt es einige kleinere Tempel, beispielsweise den Yong’an-Tempel (永安宮) der Göttin Mazu und die taoistischen Xixing Bejidian (西興北極殿) und Dongshi Bejidian (東勢北極殿) u. a. m.
Seit dem Jahr 1995 wurde in Xinshi ein Teil des Südtaiwan-Wissenschaftsparks (南部科學工業園區) nach Plänen der Regierung aufgebaut. Ziel war es, die vor allem im Norden Taiwans (vor allem in der Umgebung von Hsinchu) konzentrierten Hochtechnologie-Industrien (Halbleiter etc.) auch in den Süden zu transferieren. Am 26. Dezember 2018 wurde auf dem Gelände des Wissenschaftsparks eine Zweigstelle des Nationalmuseums für prähistorische Kultur Taiwans eröffnet
(國立臺灣史前文化博物館南科分館 – „Südliche Zweigstelle des Taiwanischen Nationalmuseums für prähistorische Kultur“).

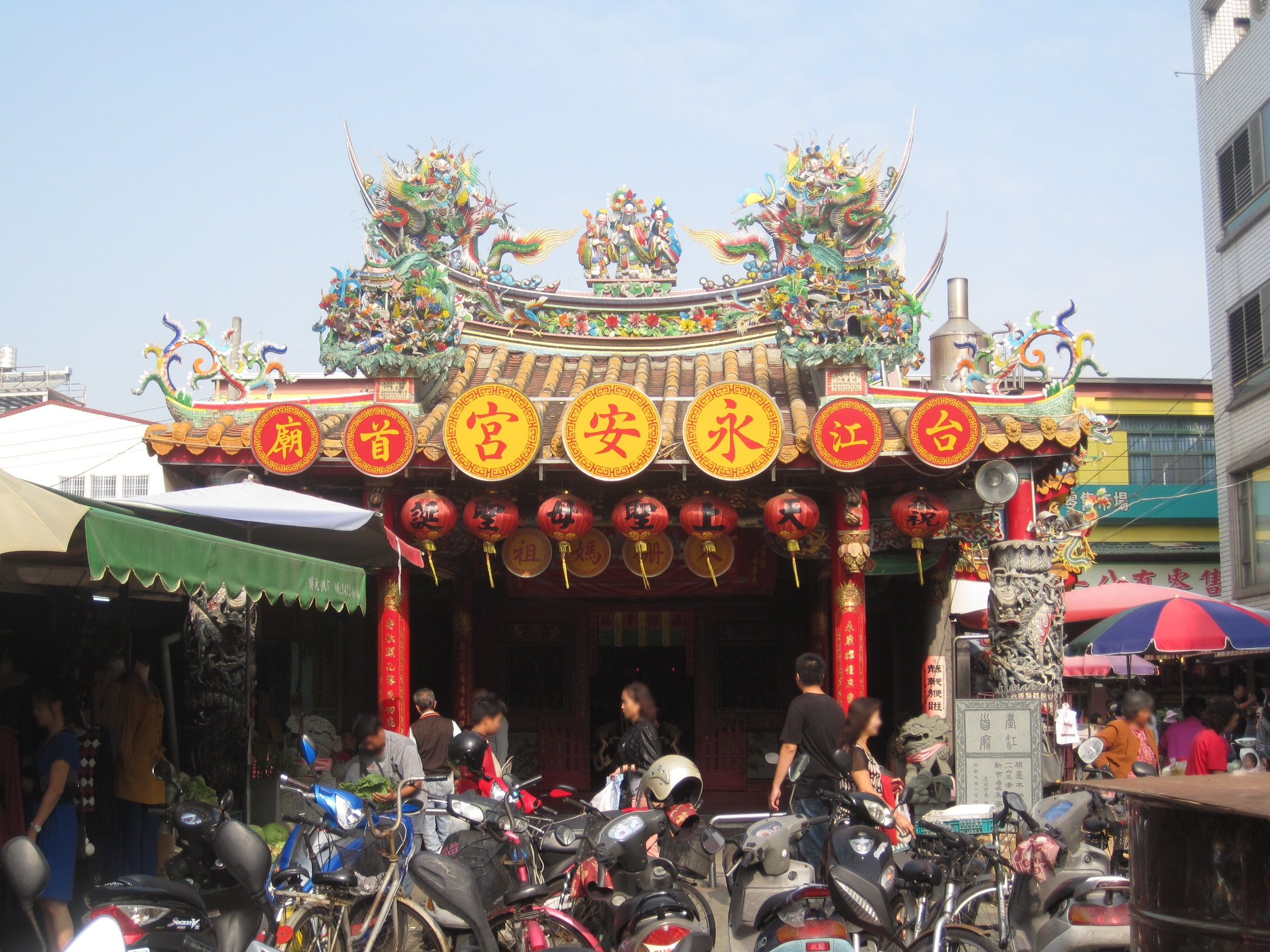
Yong’an-Tempel
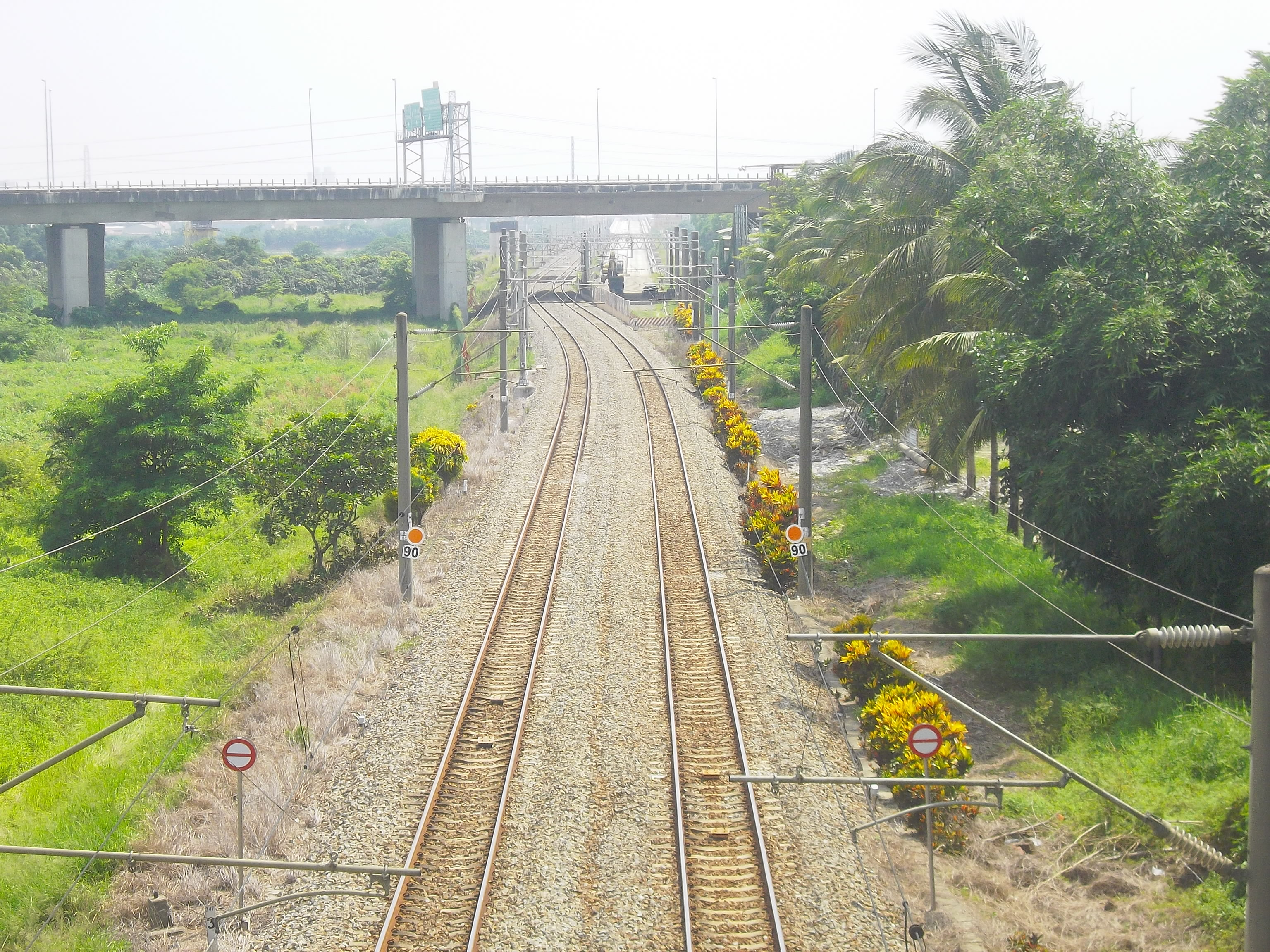
Eisenbahntrasse in Xinshi